# AMPD2
La AMP desaminasa 2 es una enzima que en humanos está codificada por el gen AMPD2.
Los niveles altos de expresión de AMPD2 se correlacionan con un mal resultado del paciente y un fenotipo tumoral proliferativo en el sarcoma pleomórfico indiferenciado (UPS).

## Otras lecturas
- Bausch-Jurken MT, Mahnke-Zizelman DK, Morisaki T, Sabina RL (1992). «Molecular cloning of AMP deaminase isoform L. Sequence and bacterial expression of human AMPD2 cDNA.». J. Biol. Chem. 267 (31): 22407-13. PMID 1429593. doi:10.1016/S0021-9258(18)41686-9.
- Van den Bergh F, Sabina RL (1996). «Characterization of human AMP deaminase 2 (AMPD2) gene expression reveals alternative transcripts encoding variable N-terminal extensions of isoform L». Biochem. J. 312 (Pt 2): 401-10. PMC 1136276. PMID 8526848. doi:10.1042/bj3120401.
- Mahnke-Zizelman DK, van den Bergh F, Bausch-Jurken MT (1996). «Cloning, sequence and characterization of the human AMPD2 gene: evidence for transcriptional regulation by two closely spaced promoters». Biochim. Biophys. Acta 1308 (2): 122-32. PMID 8764830. doi:10.1016/0167-4781(96)00089-9.
- Haas AL, Sabina RL (2003). «N-terminal extensions of the human AMPD2 polypeptide influence ATP regulation of isoform L». Biochem. Biophys. Res. Commun. 305 (2): 421-7. PMID 12745092. doi:10.1016/S0006-291X(03)00787-3.
- Beausoleil SA, Villén J, Gerber SA (2006). «A probability-based approach for high-throughput protein phosphorylation analysis and site localization». Nat. Biotechnol. 24 (10): 1285-92. PMID 16964243. S2CID 14294292. doi:10.1038/nbt1240.
- Olsen JV, Blagoev B, Gnad F (2006). «Global, in vivo, and site-specific phosphorylation dynamics in signaling networks». Cell 127 (3): 635-48. PMID 17081983. S2CID 7827573. doi:10.1016/j.cell.2006.09.026.

- Datos: Q17825468